# 周家乡 (衢州市)
周家乡，是中国浙江省衢州市衢江区所辖的一个乡。

## 下属行政区
下辖：
相对村、板桥村、川坑村、周家村、双溪村、宋家村、丰上清村、龙园村、上岗头村、诚后村和三源村。